# Xkalakdzonot
Xkalakdzonot es una localidad del municipio de Chankom en el estado de Yucatán, México.

## Toponimia
El nombre (Xkalakdzonot) proviene del idioma maya.

## Hechos históricos
- En 1940 cambia su nombre de X-Calakdzonot a Xcalax-Dzonot. Pasa del municipio de Cuncunul al de Chankom.
- En 1950 cambia a Xcalax Dzonot.
- En 1960 cambia a Xcalax-Dzonot
- En 1964 cambia a Xcalaxdzonot.
- En 1980 cambia a Xkalakdzonot.
- 2014 se instala el primer telebachillerato en el pueblo.

## Demografía
Según el censo de 2005 realizado por el INEGI, la población de la localidad era de 770 habitantes, de los cuales 403 eran hombres y 367 eran mujeres.
| 123                         | 205 | 431 | 452 | 640 | 649 | 241 | 813 | 755 | 770 |
| (Fuente: INEGI [Consultar]) |     |     |     |     |     |     |     |     |     |